# Here Comes Mr. Jordan
Here Comes Mr. Jordan (bra: Que Espere o Céu; prt: O Defunto Protesta) é um filme estadunidense de 1941, do gênero comédia romântico-fantástica, dirigida por Alexander Hall, com roteiro de Seton I. Miller e Sidney Buchman baseado na peça teatral Heaven Can Wait, de Harry Segall.
O filme faz parte da lista dos 1000 melhores filmes de todos os tempos do The New York Times.

## Prêmios e indicações
| Prêmio     | Categoria                | Recipiente                      | Resultado |
| ---------- | ------------------------ | ------------------------------- | --------- |
| Oscar 1942 | Melhor roteiro adaptado  | Sidney Buchman, Seton I. Miller | Venceu    |
| Oscar 1942 | Melhor história original | Harry Segall                    | Venceu    |
| Oscar 1942 | Melhor filme             |                                 | Indicado  |
| Oscar 1942 | Melhor direção           | Alexander Hall                  | Indicado  |
| Oscar 1942 | Melhor ator              | Robert Montgomery               | Indicado  |
| Oscar 1942 | Melhor ator coadjuvante  | James Gleason                   | Indicado  |
| Oscar 1942 | Melhor fotografia        | Joseph Walker                   | Indicado  |

## Sinopse
Pugilista morto em acidente aéreo e levado ao céu por engano é devolvido à Terra em outro corpo.